# Arca de Noé (Poulakis)
El Arca de Noé es un cuadro al temple de Theodore Poulakis, pintor y profesor barroco griego, miembro tanto de la Escuela Cretense Tardía como de la Escuela Heptanesa. A menudo se considera a Poulakis como el padre de esta última. Estuvo activo desde 1635 hasta 1692. A la edad de 24 años vivía en Venecia. Permaneció en la ciudad trece años y se involucró en la política local. Con frecuencia viajó por todas las Islas Jónicas y se instaló en Corfú. También regresó regularmente a Venecia. Más de 130 de sus pinturas han sobrevivido y se encuentran por todo el mundo.
Los pintores griegos siguieron la tradicional maniera greca. Su arte se vio fuertemente influenciado por la pintura veneciana. Otra de sus características importantes es la migración hacia el grabado durante los períodos barroco y rococó. Hubo pintores que se inspiraron en grabados italianos, holandeses y flamencos. Algunos de los grabadores fueron Cornelis Cort, Adriaen Collaert, Hieronymus Wierix, Jan Wierix, Hendrick Goltzius y Francesco Villamena . El Arca de Noé tiene influencias de un grabado de Jan Sadeler. Otros dos grabadores notables de la misma familia fueron Rafael Sadeler I y Aegidius Sadeler II.
El Arca de Noé fue un tema muy utilizado por un gran número de artistas. Una versión popular fue terminada por el pintor flamenco Maerten de Vos. Sadeler utilizó esta pintura como prototipo para uno de sus populares grabados titulado El Arca de Noé. Poulakis utilizó el grabado como modelo para su versión del Arca de Noé. Sadeler y su familia se trasladaron a Venecia desde Amberes. Tuvieron un taller activo durante fines del siglo XVI y principios del XVII. Muchos pintores griegos e italianos conocían su obra. Sadeler llevó el arte flamenco al mundo de la pintura griega e italiana. El cuadro María Magdalena de Konstantinos Tzanes utilizó uno de los grabados de Sadeler como modelo. María Magdalena de Tzone y El Arca de Noé de Poulakis forman parte de la colección del Instituto Helénico de Venecia. 

## Descripción
La pintura es témpera al huevo y pan de oro sobre un panel de madera. Mide 81 cm (31,9 pulgadas) de alto y 63,5 cm (25 pulgadas) de ancho. Las obras de de Vos y Sadeler comparten características comunes con la de Poulakis. La de Poulakis se parece más al grabado de Sadeler. Ambas obras presentan figuras similares. Las principales diferencias son la figura central superior de Dios. Las figuras también parecen más grandes en la pintura de Poulakis. A Dios lo rodeaan cabezas de ángeles sobre alas y está cubierto con un manto rojo. Su majestuosa vestimenta, que flota, está pintada con gran detalle. Se ven claramente los pliegues de la tela. Los artistas utilizaron un método avanzado de sombreado.
En primer plano se encuentran Noé y su esposa. El artista demuestra una mezcla de arte flamenco, italiano y griego que prevalecía en esa época. Naamá, esposa de Noé, sostiene un cojín bajo el brazo derecho, señala el arca y mira severamente a los ojos de Noé. Las prendas están influenciadas por la vestimenta de las Islas Jónicas y Venecia.
El ropaje de Naamá está decorado con borlas. Noé y su esposa llevan sombreros a la moda. Noé tiene un gran libro bajo el brazo izquierdo. Tras los personajes principales están sus familiares. La comitiva ha salido de un enorme palacio y se dirige al arca. Las dos figuras detrás de Noé se miran a los ojos. El hombre tiene un jarrón elaboradamente decorado en la cabeza. El cabello de la mujer está trenzado y en la mano izquierda sostiene una urna. Las cuatro figuras restantes a nuestra izquierda, más cerca de los animales, llevan objetos importantes al arca. En total hay ocho figuras humanas.
Los animales son una mezcla de elefantes, camellos, gatos salvajes, serpientes, conejos, pavos y otras criaturas. Los que más resaltan son dos unicornios en la plataforma de entrada al arca, uno blanco y el otro marrón. El arca, el castillo y las figuras reflejan las complejas características tridimensionales de la pintura. Una elaborada mezcla de pájaros sobrevuela el arca. La inscripción griega dice: "ΧΕΙΡ ΘΕΟΔΩΡΟΥ ΠΟΥΛΑΚΗ, ΝΩΕ ΤΟΥΣ ΙΔΙΟΥΣ ΣΥΓΓΕΝΕΙΣ Κ[ΑΙ] ΤΑ ΖΩΑ ΕΙ Σ ΤΗΝ ΚΙΒΩΤΟΝ ΕΙΣΑΓΩΝ" (De la mano de Theodore Poulakis Noé y sus familiares con animales entran en el Arca).
El icono tiene una historia detallada. La pintura fue catalogada en 1700. Pertenecía a la Hermandad Griega de Venecia. Se completó en algún momento a fines del siglo XVII. La obra también fue catalogada en 1770, 1847 y 1882. En 1904, el catálogo menciona que era una pintura sobre madera creada por Poulakis. La firma del icono fue autenticada en 1949. El catálogo de 1949 también reveló que la pintura estaba ubicada en la sala de conferencias de la Hermandad Griega de Venecia. 

## Galería

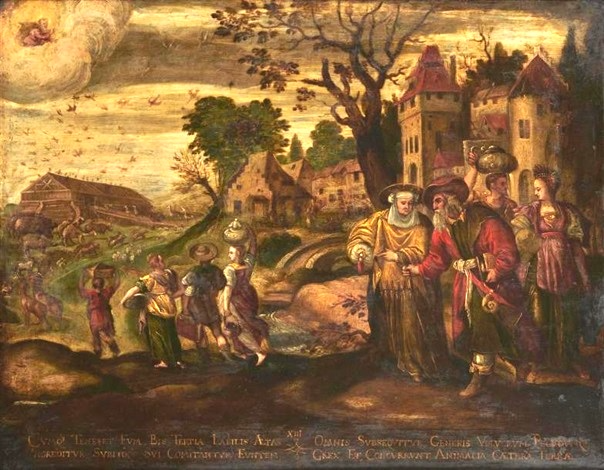
Maerten de Vos, Arca de Noé
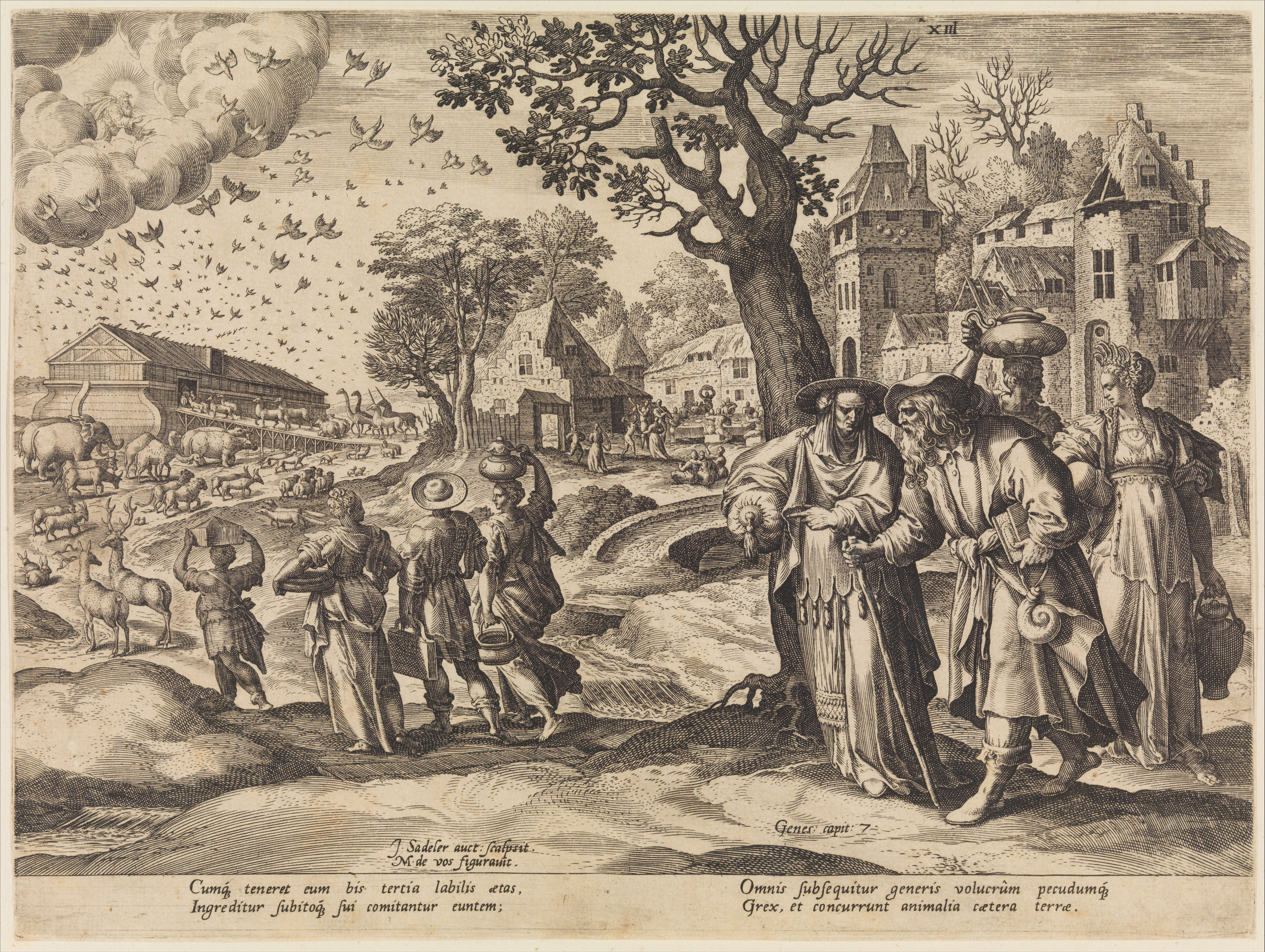
Jan Sadeler I, grabado